# الکاملیه
الکاملیه (به عربی: الکاملیة) یک روستا در سوریه است که در ناحیه وادی العیون واقع شده‌است. الکاملیه ۵۳۲ نفر جمعیت دارد.